# Paroedopa punctigera
Paroedopa punctigera är en tvåvingeart som beskrevs av Daniel William Coquillett 1900. Paroedopa punctigera ingår i släktet Paroedopa och familjen fläckflugor.
Artens utbredningsområde är Texas. Inga underarter finns listade i Catalogue of Life.